# 可移植性性器腫瘍

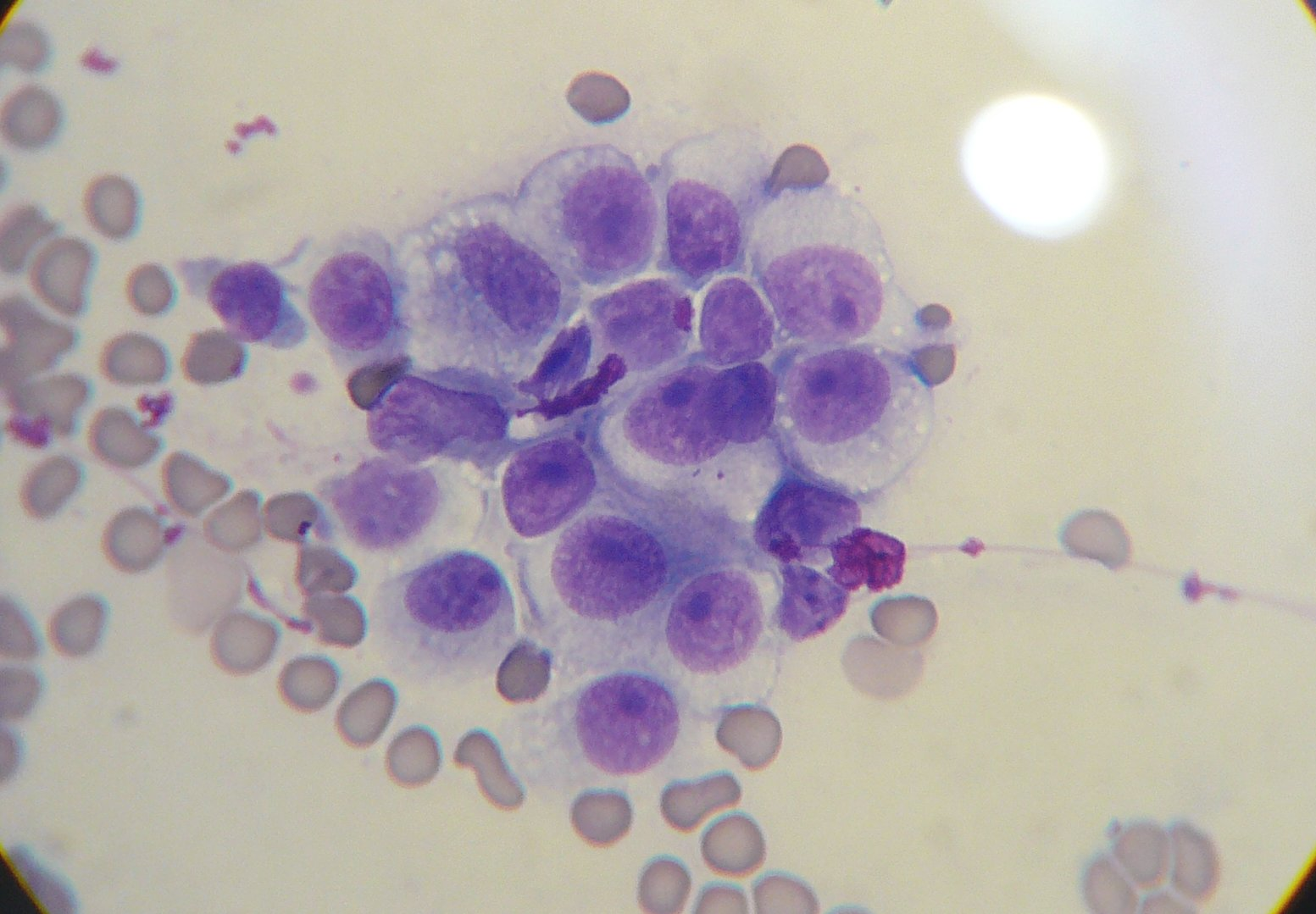
吸引針生検による細胞診像（改変ライト染色）

可移植性性器腫瘍（英: canine transmissible venereal tumor;CTVT）とはイヌ科において発生する感染性の腫瘍である。可移植性性器肉腫、スティッカー肉腫とも呼ばれる。主として交尾により伝染され外性器に生じるが、まれに雄犬が外陰部をなめることにより鼻腔や口腔の粘膜に感染することがある。

## 症状
雄犬は陰茎や包皮、雌犬の場合は膣や陰唇が冒されるが、まれに口や鼻が冒される場合がある。この腫瘍はカリフラワー状の外見をとることが多い。性器の場合、包皮からの出血性・化膿性の分泌物の排出や、まれに尿閉（尿道の閉塞）、疼痛、性欲の減退が認められる。口鼻が冒された場合は、瘻・鼻血など分泌物の排出や顔面の隆起、顎下リンパ節の腫れなどが認められる。
診断は細胞診により、腫瘍の進行を判断するために腹部および胸部のX線撮影を行う。

## 病態
この腫瘍は、おそらくは免疫系の応答によって自発的に縮退する場合がある。CTVTは、ふつう初めに4～6ヶ月の成長期(P期）、ついで安定期、そして縮退期(R期)という経過を経るが、全てのCTVTが縮退するというわけではない。この腫瘍は滅多に転移しない(全症例中5%程度）が、子犬や免疫欠陥状態の犬は別である。転移は主に局所リンパ節に起こるが、皮膚・脳・眼・肝臓・脾臓・睾丸・筋肉などにも見られる。

## 治療
治療には外科的切除、焼烙、放射線療法、化学療法などがあるが、外科的切除が最も有効である。ただし外科的切除のみでは再発することがあり、部位によっては切除が難しい場合もある。化学療法により寛解した場合の予後は極めて良好である。化学療法剤としては、シクロホスファミド、ビンクリスチン、ビンブラスチン、ドキソルビシンなどが多用される。化学療法が効かない場合には放射線療法が有効な場合がある。

## 疫学
CTVTは熱帯・亜熱帯の生殖期の犬によく見られる。この疾患は犬が交配するときに伝播する。キツネやコヨーテのような他のイヌ科動物にも伝染する場合がある。

## 病原体
腫瘍細胞そのものがCTVTの病原体であり、CTVTは「寄生性のがん」であると考えられている。この細胞株は200～2500年前に、オオカミもしくはハスキー犬やシーズーのようなアジア産の古い犬種に生じたものと推定されている。
CTVTの腫瘍細胞はイヌの正常細胞とくらべて染色体の本数が少ない。イヌの染色体は通常78本からなるが、この腫瘍細胞では57～64本しかなく形状も大きく異なっている。イヌの染色体はX染色体とY染色体以外はすべて末端動原体型(acrocentric)であるが、腫瘍細胞では中部動原体型(metacentric)の染色体が多くなっている。
この腫瘍がウイルスやその類の病原体によって引き起こされているという証拠はない。CTVTの腫瘍細胞はどれも非常によく似た遺伝組成を共有している。特にレトロトランスポゾンのLINEの断片ががん遺伝子の1つであるc-mycのプロモーター領域に挿入されており、これは正常なイヌの細胞では見られない特徴である。

## 歴史
ロシアの獣医師M.A. Novinsky　(1841-1914)が1876年に最初に報告した疾患である。このとき彼は、腫瘍細胞で犬から犬へと腫瘍を移植できることを示している。